# 卡尔·埃特尔
卡尔·埃特尔（德語：Carl Ertel，1959年10月15日—），德国男子赛艇运动员。他曾代表东德参加世界赛艇锦标赛，获得一枚金牌和一枚银牌。他也曾参加1988年夏季奥林匹克运动会。